# Station Pieczyska
Station Pieczyska is een spoorwegstation in de Poolse plaats Pieczyska.